# Andrei Panin
Andrei Vladimirovici Panin (n. 28 mai 1962, Novosibirsk - d. 6 martie 2013, Moscova) a fost un actor de teatru și film, regizor de film rus. Artist emerit al Federației Ruse (1999). Laureat al premiului de Stat din Rusia (2001) și premiul "Nika" (2013 - postum), multiple nominalizări pentru premiul "Vulturul de aur".

## Biografie
Andrei Panin s-a născut pe 28 mai 1962 în Novosibirsk. Peste doi ani, familia s-a mutat în Celeabinsk. Apoi, când Andrei avea șase ani, s-au mutat în Kemerovo, unde și-a trăit șaisprezece ani, care a fost considerat orașul unde și-a petrecut copilăria.

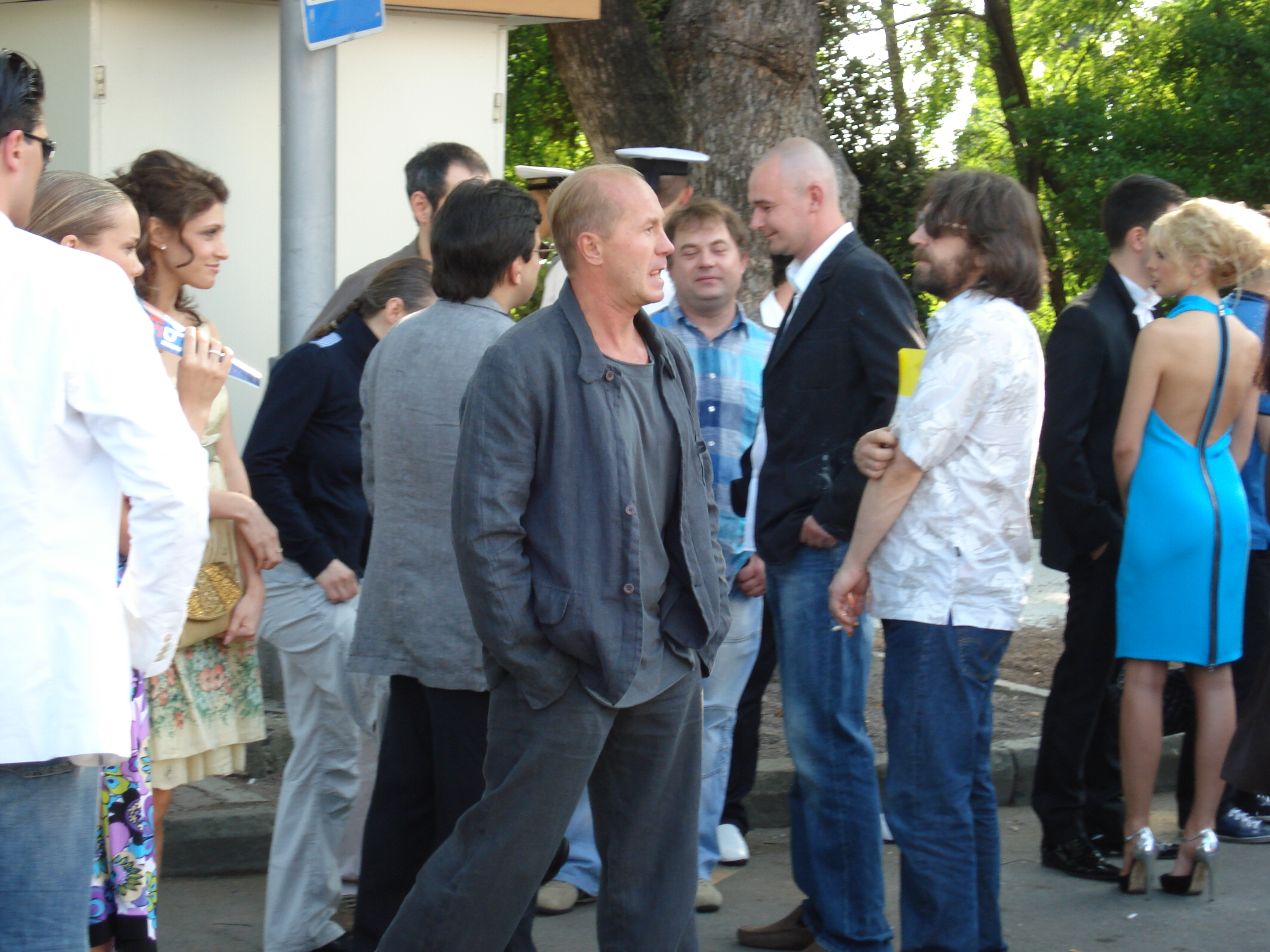
Andrei Panin, la deschiderea festivalului de film "Kinotavr-2009" de la Soci.

- Prima soție - Tatiana Franțuzova, economistă
  - Fiică - Nadejda
- A doua soție - Natalia Rogojkina, actriță
  - Fiu - Aleksandr (n. 2001)
  - Fiu - Piotr (n. 2008)

## Memorie

### Filme documentare
- 17 martie 2013 — «Андрей Панин. Недоигранная жизнь», Pervîi Kanal
- 17 martie 2013 — «Мужская работа: Жизнь, роли и трагедия Андрея Панина», NTV
- 19 martie 2013 — «Андрей Панин. Всадник по имени Жизнь», TV Țentr

## Legături externe
- Andrei Panin la Internet Movie Database

## Vezi și
- Listă de actori ruși